# Picumne à ventre blanc
Picumnus spilogaster
Espèce
Statut de conservation UICN

 VU A3c : Vulnérable
Le Picumne à ventre blanc, Picumnus spilogaster, est une espèce d'oiseaux de la famille des Picidae (sous-famille des Picumninae).

## Répartition
Son aire de répartition s'étend sur le Venezuela, le Guyana, le Suriname, la Guyane et le Brésil.

## Sous-espèces
Cet oiseau est représenté par trois sous-espèces :
- Picumnus spilogaster orinocensis Zimmer & Phelps, 1950 ;
- Picumnus spilogaster pallidus E. Snethlage, 1924 ;
- Picumnus spilogaster spilogaster Sundevall, 1866.